# Loxx
Loxx Miniatur Welten Berlin var et modeljernbane-udstillingsanlæg i Berlin. Med over 800 m² var det ifølge ejeren verdens tredjestørste modeljernbane. Det åbnede 18. september 2004 i bydelen Berlin-Charlottenburg men flyttede til indkøbscentret Alexa ved Alexanderplatz i 2007. Sidste åbningsdag var 31. august 2017, hvorefter anlægget blev overtaget af Leeraner Miniaturland i Ostfriesland.

## Historie
Omkring årsskiftet 2002/2003 kom Stefan Göddeke på den ide at bygge en stor modeljernbaneanlæg i Berlin efter at have besøgt udstillinganlægget Der Deutschlandexpress i Gelsenkirchen. Efter forarbejder sammen med sin bror Henrik Göddeke fandt de passende lokaler i Berlin-Charlottenburg. Omkring 70 medarbejdere muliggjorde bygningen af et anlæg på i første omgang ca. 600 m². Anlægget blev åbnet for offentligheden 18. september 2004.
I perioden 4. juni-12. september 2007 blev anlægget taget ned, flyttet og genopbygget i det nye indkøbscenter Alexa ved Alexanderplatz. Det var en betydelig udfordring, dels på grund af anlæggets størrelse, og dels fordi det ikke var bygget med henblik på adskillelse. Efter flytningen blev der arbejdet videre på anlægget, så det nåede op på over 800 m².
I 2017 besluttede Stefan Göddeke at lukke Loxx af personlige og økonomiske årsager i forbindelse med udløbet af en lejekontrakt. Forud for lukningen blev anlægget sat til salg på Ebay men uden at opnå det krævede mindstebud. I begyndelsen af august 2017 kom det imidlertid frem, at anlægget var solgt til Leeraner Miniaturland for et sekscifret beløb. Efter sidste åbningsdag i Berlin 31. august 2017 blev anlægget skilt ad i løbet af september og flyttet til Leeraner Miniaturland, hvor det forventes at genåbne i fuldt omfang i foråret 2018.

## Anlægget
En stor del af anlægget viste modeller af steder og bygninger i Berlin. Udover jernbanestationer og et udsnit af Berliner Stadtbahn var der blandt andet modeller af seværdigheder som den zoologiske have, Fjernsynstårnet, Rigsdagen og Brandenburger Tor. Anlægget udgjorde dog ikke en fuldstændig model af byen eller de indre bydele men gengav forskellige markante steder med antydninger af andre områder og fri fantasi indimellem. Derudover var der en stor lufthavn, hvor fly landede og lettede med regelmæssige mellemrum. Fra 2013 blev der desuden bygget på en ny anlægsdel med Potsdamer Platz, men det gik dog efterhånden i stå.
Hele anlægget var i størrelsesforholdet 1:87 (skala H0). Ved flytningen i 2007 omfattede det over 4.000 meter spor, 10.000 biler, 45.000 træer og 50.000 figurer.

## Teknik
Til selve modeljernbanen blev der benyttet toskinne jævnstrøm med digitalstyring fra Lenz. Særlige systemer styrede skift af sporskifter og signaler og sørgede for tilbagemeldinger fra togene, om hvor de befandt sig. Der benyttedes tilpassede tog fra normale producenter som Fleischmann, Roco, Brawa, Gützold og Piko foruden enkelte egne frembringelser.
Udover togene kørte der også modelsporvogne på anlægget. Desuden kørte der digitalstyrede biler, lastbiler og busser efter et system i stil med Faller Car System. Også flyene fungerede på denne måde, i det starter og landinger simuleredes ved, at flyene i høj hast kørte op og ned ad gennemsigtige ramper.
Hvert 20. minut blev det nat over anlægget, så lysdioderne i husene blev synlige. I alt var der installeret 30.000 lysdioder i tog, biler, huser og lamper. Strømforsyningen skete gennem 170.000 meter kabel. 30 computere og 80 kameraer overvågede trafikken.